# Sven Albert Westerstrand
Sven Albert Westerstrand, född 21 augusti 1709 i Vadstena församling, Östergötlands län, död 25 december 1768 i Hjorteds församling, Kalmar län, var en svensk präst.

## Biografi
Sven Albert Westerstrand föddes 1709 i Vadstena. Han var son till kyrkoherden Jonas Westerstrand i Hjorteds församling och Agneta Machum. Westerstrand blev 1728 student vid Uppsala universitet och prästvigdes 14 februari 1735. Han blev 1745 kyrkoherde i Hjorteds församling och var respondent vid prästmötet 1748. Westerstrand blev 1751 kontraktsprost i Södra Tjusts kontrakt och avled 1768 i Hjorteds socken.

### Familj
Westerstrand gifte sig 11 januari 1744 med Anna Margaretha Sackensköld (född 1728), dotter till kaptenen Casper Sackensköld och Elisabet Catharina Weili. De fick tillsammans barnen komministern Jonas Westerstrand i Ukna församling, lantmätaren Hugo Casper Westerstrand (1746–1829) i Kalmar län, Agneta Westerstrand (1748–1748), Elisabeth Catharina Westerstrand (född 1749), Maria Charlotta Westerstrand (1750–1750), Ulrika Westerstrand (född 1752) som var gift med majoren Göran Axel Schildt, Pål Westerstrand (1755–1755), Sven Albert Westerstrand (1761–1761) och Anna Albertina Westerstrand (1762–1762).